# Bob McClure
Robert Craig McClure (né le 29 avril 1952 à Oakland, Californie, États-Unis) est un lanceur gaucher ayant joué dans les Ligues majeures de baseball de 1975 à 1993, principalement comme lanceur de relève. Il fut aussi entraîneur des lanceurs chez les Royals de Kansas City et les Red Sox de Boston.

## Carrière de joueur
Bob McClure est un choix de troisième ronde des Royals de Kansas City en 1973. Il joue son premier match dans les majeures avec cette équipe le 13 août 1975. Il est lanceur de relève pour les Royals dans 20 parties durant les saisons 1975 et 1976, réussissant au passage la première année son premier sauvetage dans les grandes ligues et méritant sa première victoire en carrière.
Échangé aux Brewers de Milwaukee, il fait avec cette équipe le plus long séjour de sa carrière dans les majeures. McClure s'aligne pour les Brewers de 1977 à 1986. D'abord efficace comme releveur, McClure est surtout lanceur partant en 1982 et 1983 ainsi que pendant une partie de la saison 1984. Il gagne en 1982 un sommet personnel de 12 parties. Il participe aux séries éliminatoires en 1981, puis en 1982 lorsque les Brewers remportent leur seul titre de la Ligue américaine. Employé en relève, il apparaît dans cinq parties de la Série mondiale 1982 mais encaisse deux des quatre défaites de son équipe, qui concède le titre ultime aux Cardinals de Saint-Louis. Dans le septième et dernier match de la finale, il sabote l'avance de 3-1 son équipe en sixième manche et celle-ci s'incline 6-3 à Saint-Louis.
Affecté à l'enclos de relève des Brewers après cette saison, il connaît des saisons plus difficiles et passe aux Expos de Montréal en cours de saison 1986. Il y renoue avec le succès, présentant notamment un dossier victoires-défaites de 6-1 en 1987. McClure joue à Montréal jusqu'à ce qu'une nouvelle transaction l'envoie en 1988 chez les Mets de New York. Le lanceur gaucher s'aligne par la suite avec les Angels de la Californie de 1989 à 1991 et les Cardinals de Saint-Louis en 1991 et 1992. Il complète sa carrière avec les Marlins de la Floride. Signé comme agent libre par cette équipe en décembre 1992, il fait partie de l'effectif inaugural de cette franchise nouvelle qui commence ses activités dans la Ligue nationale au printemps 1993. Les Marlins le libèrent toutefois en mai, marquant la fin de la carrière du vétéran de dix-neuf saisons.
Bob McClure joue 698 parties dans la Ligue majeure, dont 625 comme releveur. Il compte 68 victoires contre 57 défaites, avec 52 sauvetages, 701 retraits sur des prises et une moyenne de points mérités de 3,81 en 1158 manches et deux tiers lancées. Comme lanceur partant, il a réussi 12 matchs complets dont un jeu blanc.

## Carrière d'entraîneur
Dépisteur pour les Marlins de la Floride pendant une brève période suivant l'annonce de sa retraite de joueur, McClure passe sept saisons dans l'organisation des Rockies du Colorado comme entraîneur des lanceurs pour des clubs des ligues mineures affiliés à la franchise.
Il est nommé entraîneur des lanceurs des Royals de Kansas City en 2006 et, dès l'année suivante, dirige un groupe de lanceurs qui abaisse la moyenne de points mérités collective de l'équipe à son plus bas niveau depuis 1994. Il a sous ses ordres Zack Greinke, qui remporte le prestigieux trophée Cy Young du meilleur lanceur de la saison 2009. Il demeure en poste six ans, jusqu'à la fin de la saison 2011. McClure porte le numéro d'uniforme 33 pour Kansas City.
En décembre 2011, McClure est nommé instructeur des lanceurs des Red Sox de Boston pour la saison 2012. Le 20 août 2012, McClure est congédié par les Red Sox et remplacé par Randy Niemann.

## Vie personnelle
Bob McClure et son épouse Shirley ont trois fils: Jake, Jesse et Adam.